# 克拉里昂-克利珀顿断裂带
克拉里昂-克利珀顿断裂带(Clarion-Clipperton Zone或CCZ），是太平洋一片由国际海底管理局监管的海底区域。克拉里昂和克利珀顿是北太平洋海床五个主要断裂带中的两个。
克拉里昂-克利珀顿断裂带全长大约7240公里，占地约450万平方公里，區域內多為山地。

## 地理特征
该区域富含由有价值的稀土和其他矿物组成的结节。其中一些对于能源向低碳经济转型发挥着至关重要的作用。这些结节形成在骨头碎片或鲨鱼牙齿周围，然后，微结节进一步聚集并堆积成可被开采的团块。

## 深海采矿
克拉里昂-克利珀顿断裂带被划分为16个采矿权，面积约1百万平方公里。另外九个区域，每个面积16万平方公里，已被划出进行保护。国际海底管理局 (ISA) 估计克拉里昂克利珀顿区的结核总量超过210亿吨，其中含有约59.5亿吨锰，2.7亿吨镍、2.3亿吨铜和 0.5亿吨钴。ISA已颁发了19个该地区采矿勘探许可证。探索性全面开采作业定于2021年底开始。ISA计划于2023年7月发布深海采矿法规。此后将接受商业许可证申请并进行审查。